# 烏賓斯科耶湖
烏賓斯科耶湖（俄語：Убинское озеро）是俄羅斯的湖泊，位於新西伯利亞州的巴拉巴草原，海拔高度134米，長37公里、寬17公里，面積436平方公里，最大深度1米。